# Le Bourg
Le Bourg (occitanisch: Lo Borg) ist eine südfranzösische Gemeinde mit 301 Einwohnern (Stand 1. Januar 2022) im Département Lot in der Region Okzitanien. Die Gemeinde gehört zum Regionalen Naturpark Causses du Quercy.

## Lage
Le Bourg liegt in einer Höhe von ca. 350 Metern ü. d. M. am südwestlichen Rand des Zentralmassivs etwa auf der Grenze zwischen der fruchtbaren Region der Limargue und den sich davon stark unterscheidenden Kalkböden der Ségala. Der Ort befindet sich an einer Nebenstrecke des Jakobswegs (Via Podiensis) etwa auf halbem Weg zwischen Rocamadour bzw. Gramat und Figeac; die Stadt Cahors liegt etwa 63 Kilometer südwestlich.

## Bevölkerungsentwicklung
| Jahr      | 1962 | 1968 | 1975 | 1982 | 1990 | 1999 | 2006 | 2018 |
| Einwohner | 273  | 228  | 218  | 222  | 229  | 246  | 281  | 323  |

In der ersten Hälfte des 19. Jahrhunderts hatte der Ort stets zwischen 600 und 750 Einwohner. Infolge der Reblauskrise im Weinbau und der Mechanisierung der Landwirtschaft ging die Einwohnerzahl danach kontinuierlich bis auf die Tiefststände in den 1960er und 1970er Jahren zurück.

## Wirtschaft
Im Haut-Quercy wurde die Landwirtschaft in erster Linie zur Selbstversorgung betrieben, zu der bis ins 19. Jahrhundert hinein auch der Weinbau gehörte, der aber nach der Reblauskrise nahezu gänzlich aufgegeben wurde. Heute spielt – neben Landwirtschaft Kleinhandel und Handwerk – der Tourismus in Form der Vermietung von Ferienwohnungen (gîtes) eine große Rolle im Wirtschaftsleben der Gemeinde.

## Geschichte
Mit dem Ursprung des Ortes eng verbunden ist die Gründung eines Priorats durch die Abtei von Aurillac. Im 16. Jahrhundert erlitten Kirche und Ort Zerstörungen im Rahmen der Hugenottenkriege (1562–1598). Im Jahr 1823 wurde die nahegelegene Gemeinde Saint-Médard-la-Garénie aufgelöst; ihr Gebiet wurde den Gemeinden Issepts und Le Bourg zugeschlagen. Im Mai 1944 deportierte eine Abteilung der SS-Division 'Das Reich' 13 Männer aus dem Ort, von denen vier nicht zurückkehrten.

## Sehenswürdigkeiten

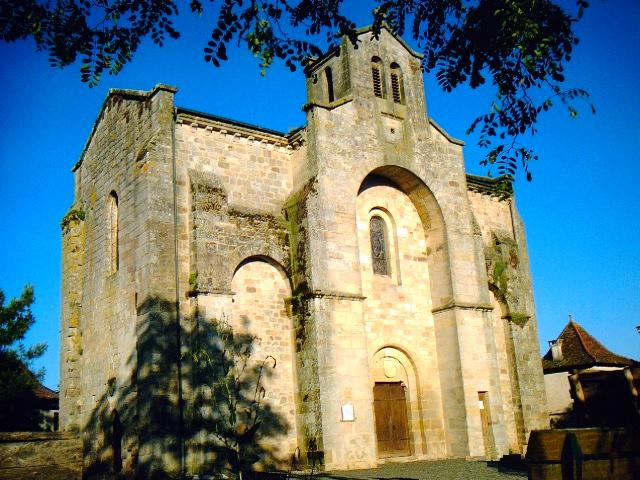
Kirche Saint-Saturnin

- Die erhaltenen Teile (Transept, Apsiden) der ehemaligen Prioratskirche und heutigen Pfarrkirche Saint-Saturnin werden dem späten 11. und beginnenden 12. Jahrhundert zugeordnet. Das dreischiffige Langhaus wurde im 16. Jahrhundert zerstört und nicht wieder aufgebaut; der heutige Eingang und der turmartige Aufsatz für die Glocken stammen aus dieser Zeit. Im Vierungsbereich und im Chor sind deutlich der Gestaltungswille und das handwerkliche Können der mittelalterlichen Baumeister ablesbar: Die untere Ebene wird gebildet von Arkadenbögen mit großen und reich dekorierten Kapitellen; darüber befindet sich im Halbrund der Apsis eine Fensterzone und die exakt gemauerte Apsiswölbung in Form einer Halbkuppel. Das Chorjoch zeigt im oberen Bereich eine zweite Arkadenstellung und schließt mit einem Tonnengewölbe ab. Oberhalb des Triumphbogens zur Apsis befinden sich drei kleine Fenster, deren ‚Wölbung‘ (sog. ‚Bischofsmützen‘) aus schräggestellten Steinplatten besteht. Der Kirchenbau wurde im Jahre 1986 als Monument historique eingestuft.[1]

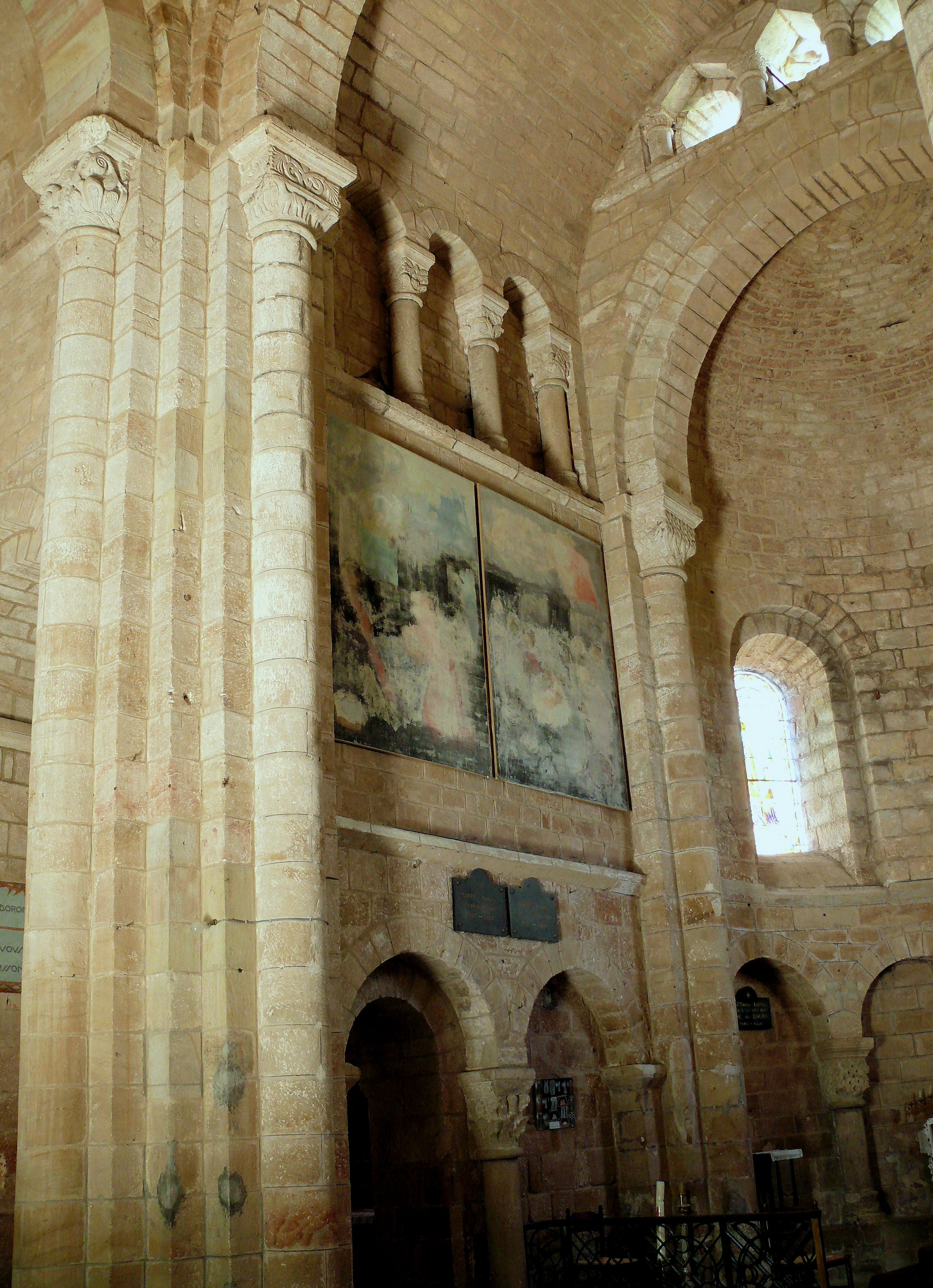
Chorjoch und Apsis
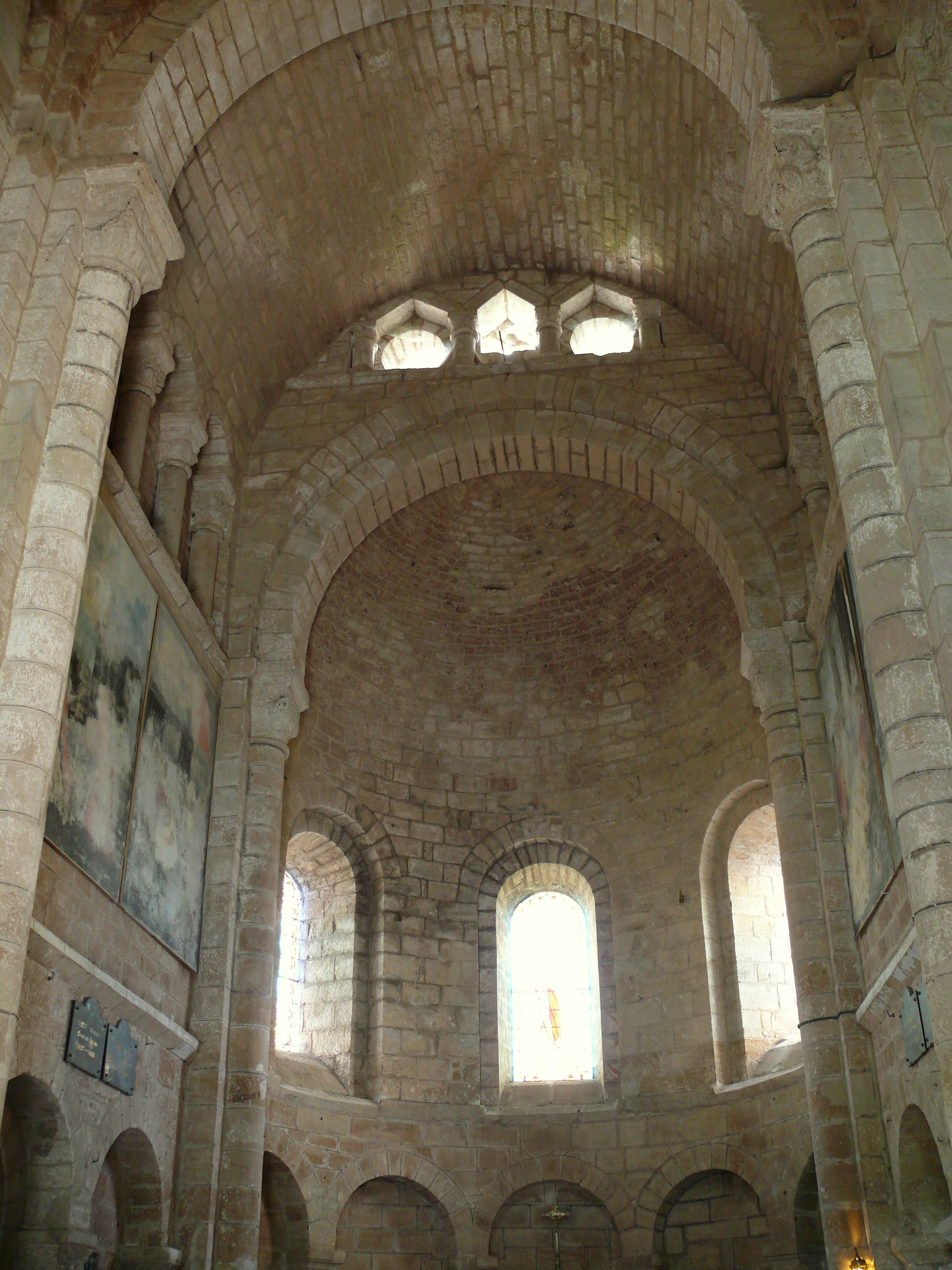
dto.
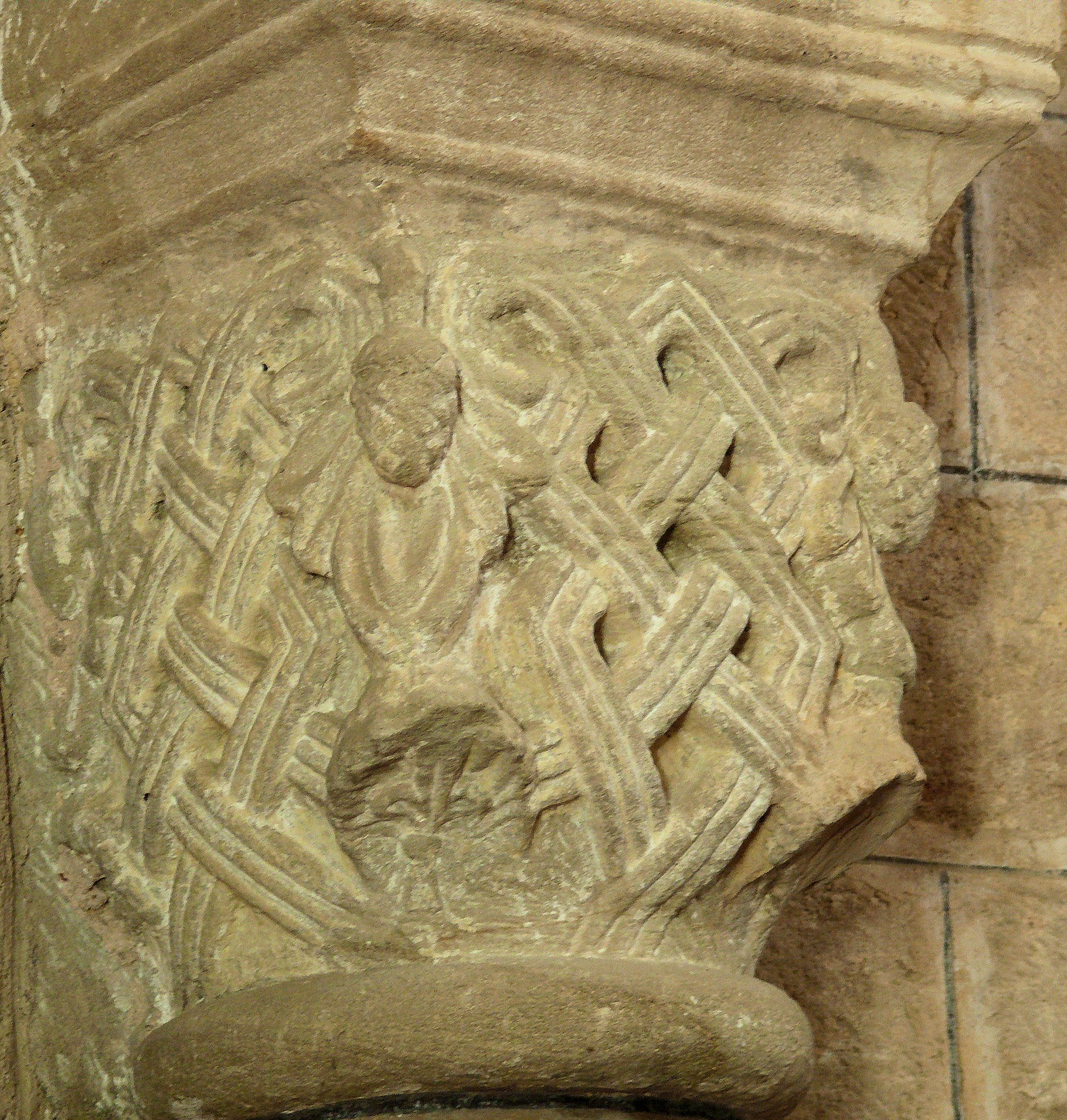
Kapitell mit Flechtband und Pinienzapfen
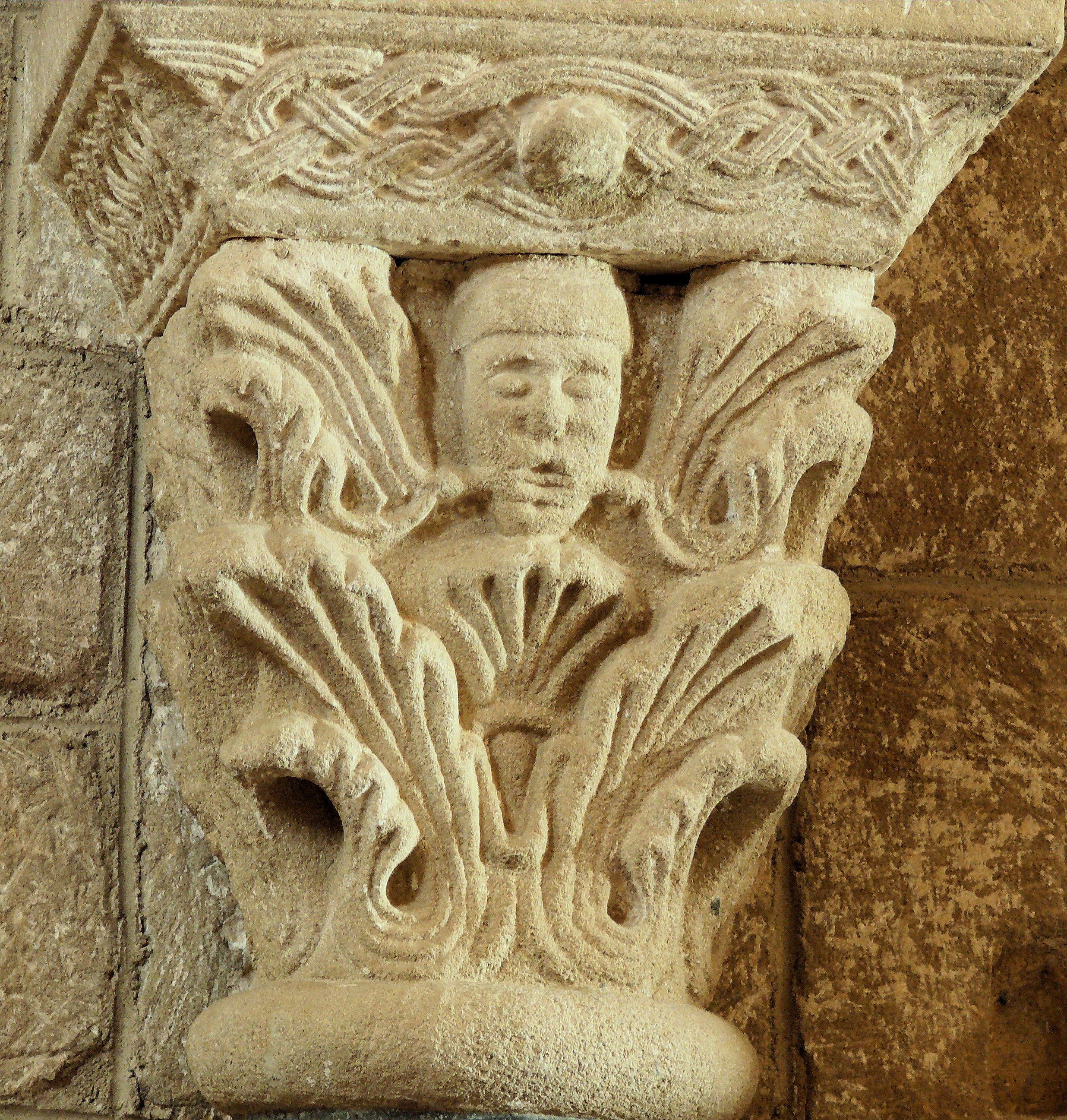
Vegetabilisches Kapitell mit Kopfmotiv und Flechtband an der Kämpferplatte

- Eine Wassermühle wurde über dem Bach Francès errichtet.
- Mehrere Steinkreuze stehen im Ort bzw. in der Umgebung

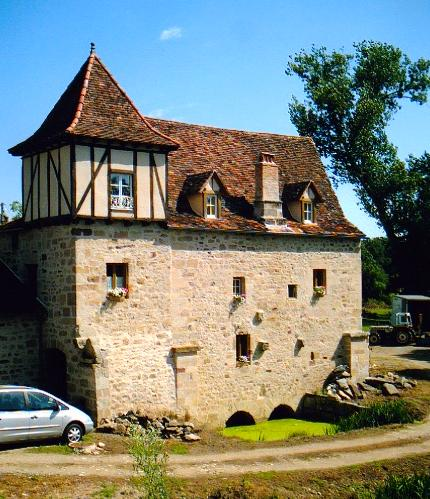
Wassermühle
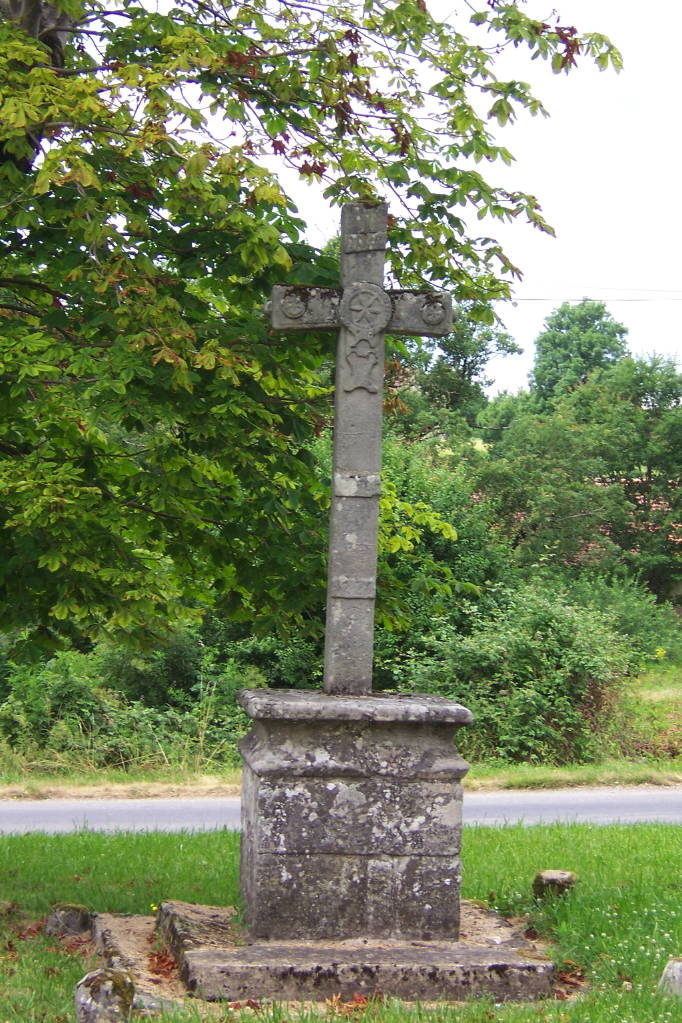
Steinkreuz nahe der Kirche
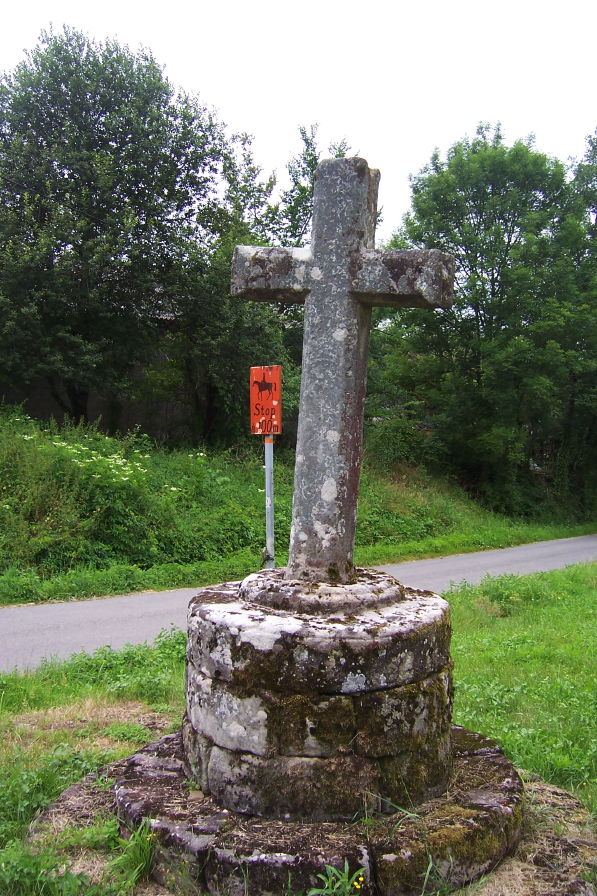
Wegkreuz
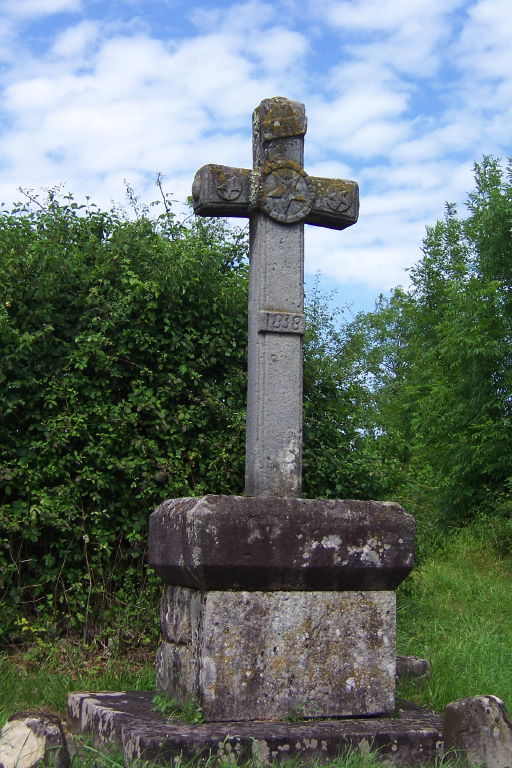
Wegkreuz